# Jürgen Voss (Chemiker)
Jürgen Voss (* 19. Februar 1936 in Hamburg) ist ein deutscher Chemiker.
Voss wurde als Sohn eines Arbeiters im Staatsdienst geboren. 1965 promovierte er, 1973 folgte eine Habilitation über EPR-spektroskopische Untersuchungen der Radikalanionen von Carbonsäureestern. Seit 1977 ist er Professor an der Universität Hamburg. 1987 gelang ihm die Erstdarstellung eines  Pentaradikalanions und seiner EPR-spektroskopischen Analyse.
Bekannt wurde Voss auch durch die umweltrelevanten elektrochemischen Abbaureaktionen an halogenierten Aromaten und Dioxinen.